# Prime Cup Aberto de São Paulo 2004
L'Aberto de São Paulo 2004 è stato un torneo di tennis facente parte della categoria ATP Challenger Series nell'ambito dell'ATP Challenger Series 2004. Il montepremi del torneo era di $100.000 ed esso si è svolto nella settimana tra il 5 gennaio e il 11 gennaio 2004 su campi in cemento. Il torneo si è giocato nella città di San Paolo in Brasile.

## Vincitori

### Singolare
Juan Mónaco ha sconfitto in finale  Adrián García con il punteggio di 6–4, 7–6(4)

### Doppio
Ramón Delgado /  André Sá hanno sconfitto in finale  Franco Ferreiro /  Marcelo Melo con il punteggio di 7–5, 7–6(5)